# فولفغانغ وايلد
فولفغانغ وايلد (بالإنجليزية: Chris Wild)‏ هو مدون بريطاني، ولد في 5 يوليو 1970 في Eastleigh ‏ في المملكة المتحدة.